# Carl Gustaf Armfeldt
Carl Gustaf Armfeldt (9 novembre 1666 – 24 octobre 1736) est un général et friherre (baron suédois) qui prit part à la grande guerre du Nord. Il est né en Ingrie (alors suédoise) du lieutenant colonel Gustaf Armfelt et de son épouse, née Anna Elisabet Brakel.

## Biographie
Armfelt a commencé sa carrière comme garçon de page du général, comte Otto Wellingk. Il était caporal dans le régiment de cavalerie de Nyland en 1683.
Il s'est engagé volontairement dans le régiment commandé par le prince Ferdinand de Fürstenberg, qui servait en France. Armfelt a servi douze ans en France et a participé à de nombreuses guerres. Il a notamment pris part aux sièges de Nice, Villefranche et Suza en Italie, ainsi qu’aux sièges de Valenciennes et d’Ath dans le Brabant. Armfelt a été promu capitaine, après quoi il est retourné en Suède.
Il a été promu adjudant général dans la cavalerie de Finlande en 1701. Il a été promu colonel dans le régiment de cavalerie du comté de Vyborg en 1707, puis transféré comme colonel du régiment de cavalerie de Carélie en 1709.
Armfelt a été promu major général d’infanterie en 1713 et commandant des troupes finlandaises la même année. Il a été promu lieutenant général en 1717 et gouverneur du comté de Vyborg en 1719.
En 1717, il fut promu lieutenant général et commanda les forces suédoises qui, sur ordre de Charles XII de Suède, furent envoyées en Norvège pour prendre Trondheim. Après la chute du roi à Fredrikshald, ses forces se retirèrent. Mais la veille du jour de l'an 1718, elles furent prises dans un intense blizzard dans les montagnes de Sylarna (Alpes scandinaves). Leur guide mourut le premier jour et elles s'égarèrent dans la montagne. Un grand nombre d'hommes moururent les jours suivants. Sur les 5 000 personnes engagées, seules 2 100 réussirent à atteindre Duved,.
Armfelt a été élevé au rang de baron en 1731. Il a été promu général d’infanterie et commandant des troupes finlandaises en 1735.
Armfelt a épousé Lovisa Aminoff. Le couple a eu 19 enfants. Sept enfants sont morts jeunes, tandis que douze ont atteint l’âge adulte,.